# خوسيه أماديو
خوسيه أماديو (بالبرتغالية: José Amadeu‏) هو لاعب كرة قدم برتغالي في مركز الدفاع، ولد في 28 يناير 1995 في بارديس في البرتغال. لعب مع نادي فريموند ‏.

## وصلات خارجية
- خوسيه أماديو على موقع قاعدة بيانات كرة القدم.إي يو (الإنجليزية)
- خوسيه أماديو على موقع Soccerway.com (الإنجليزية)